# Milionia caerulea
Milionia caerulea là một loài bướm đêm trong họ Geometridae.